# Canadian Football League
Canadian Football League, (fr.) Ligue canadienne de football (skrót: CFL, LCF Kanadyjska Liga Futbolu) – zawodowa liga futbolu kanadyjskiego, drugiego co do popularności sportu w Kanadzie. Dziewięć zespołów jest podzielonych na dwie dywizje: wschodnią i zachodnią.

## Historia
W 1864 roku powstała federacja Canadian Rugby Football Union (CRFU), organizująca rozgrywki rugby. W skład CRFU wchodziły ligi regionalne: Interprovincial Rugby Football Union (IRFU), Western Interprovincial Football Union (WIFU) i Ontario Rugby Football Union (ORFU). Z czasem z rugby w Kanadzie powstał futbol kanadyjski. W 1954 roku ORFU, która pozostawała ligą amatorską, wycofała się z rozgrywek o Puchar Greya. W 1956 roku IRFU i WIFU, które stopniowo przekształcały się w ligi zawodowe, założyły nową organizację Canadian Football Council (CFC), która w 1958 roku opuściła CRFU i zmieniła nazwę na Canadian Football League.

## Sezon ligowy
W czasie sezonu, obejmującego 19 tygodni, zaczynającego się w Dniu Kanady, a kończącego na początku listopada, każdy zespół rozgrywa 18 meczów (1 mecz tygodniowo i 1 tydzień odpoczynku). W listopadzie, po zakończeniu regularnego sezonu, sześć zespołów uczestniczy w play-off trwającym 3 tygodnie zakończonym meczem o Puchar Greya.
Jedynym Polakiem który zdobył ze swoją drużyną Puchar Greya był Stan Mikawos.

## Drużyny
| Dywizja wschodnia        | Dywizja wschodnia             | Dywizja wschodnia                 | Dywizja wschodnia | Dywizja wschodnia | Dywizja wschodnia | Dywizja wschodnia |
| Drużyna                  | Miasto                        | Stadion                           | Data założenia    |                   |                   |                   |
| ------------------------ | ----------------------------- | --------------------------------- | ----------------- | ----------------- | ----------------- | ----------------- |
| Hamilton Tiger-Cats      | Hamilton, Ontario             | Tim Hortons Field                 | 1950              |                   |                   |                   |
| Montreal Alouettes       | Montreal, Quebec              | Molson Stadium/Stadion Olimpijski | 1946              |                   |                   |                   |
| Toronto Argonauts        | Toronto, Ontario              | BMO Field                         | 1873              |                   |                   |                   |
| Ottawa Redblacks         | Ottawa, Ontario               | TD Place Stadium                  | 2014              |                   |                   |                   |
| Dywizja zachodnia        |                               |                                   |                   |                   |                   |                   |
| Drużyna                  | Miasto                        | Stadion                           | Data założenia    |                   |                   |                   |
| British Columbia Lions   | Vancouver, Kolumbia Brytyjska | BC Place Stadium                  | 1954              |                   |                   |                   |
| Calgary Stampeders       | Calgary, Alberta              | McMahon Stadium                   | 1935              |                   |                   |                   |
| Edmonton Elks            | Edmonton, Alberta             | Commonwealth Stadium              | 1949              |                   |                   |                   |
| Saskatchewan Roughriders | Regina, Saskatchewan          | Mosaic Stadium at Taylor Field    | 1910              |                   |                   |                   |
| Winnipeg Blue Bombers    | Winnipeg, Manitoba            | Princess Auto Stadium             | 1930              |                   |                   |                   |

## Polacy w Lidze
W latach osiemdziesiątych i dziewięćdziesiątych w lidze grał Stan Mikawos a w sezonie 1998 kopacz Arek Bigos, natomiast w ostatnich latach Dave Stala i Greg Wojt.